# Johann Grambs
Johann Grambs (* 23. September 1624 in Frankfurt am Main; † 3. Juni 1680 ebenda) war ein deutscher evangelischer Theologe.

## Leben
Johann Grambs war ein Sohn des Frankfurter Ratsherrn Johann Georg Grambs (1600–1668) aus dessen erster Ehe. Er begann seine akademische Ausbildung 1641 an der Universität Helmstedt, wechselte aber noch im gleichen Jahr an die Universität Rostock. Dort studierte er bis 1646 und hörte u. a. Vorlesungen von Joachim Lütkemann, August Varenius und Johann Quistorp dem Älteren. Anschließend unternahm er auf Vorschlag seines Vaters eine Bildungsreise nach Holland und studierte dort von 1646 bis 1647 in Leiden u. a. bei Friedrich Spanheim und Claudius Salmasius. Er besuchte danach Amsterdam, Utrecht und Köln und ging dann im Herbst 1647 an die Universität Straßburg. Dort folgte er u. a. den Kursen von Johann Schmidt, studierte aber insbesondere beim als theologischer Schriftsteller bekannten Professor Johann Georg Dorsche, mit dem er sich befreundete. 1653 heiratete er Dorsches Tochter Maria Margaretha. Im gleichen Jahr wurde er Prediger in seiner Heimatstadt, wo er am 3. Juni 1680 im Alter von 55 Jahren starb. Die Leichenpredigt auf Grambs hielt Philipp Jakob Spener, der damalige Frankfurter Senior.
Grambs’ Rednergabe wurde geschätzt und er war insbesondere als Leichenredner bekannt. Er hielt u. a. folgende Leichenreden:
- Christiani infortunium et gaudium oder Leich-Predigt aus Röm. X, 18 in funere Christiani Gerlachii, Frankfurt 1665
- Lis viri christiani oder Leich-Predigt aus Timoth. II, 3 in funere Frid. Lismanni, Frankfurt 1665
- Imbecillium cordialia oder Leich-Predigt aus Phil. III, 20 sq. in funere J. Georg Büttneri, Frankfurt 1666[2]

Von den handschriftlich hinterlassenen Werken seines Schwiegervaters gab Grambs die auch in späterer Zeit noch geschätzten literarischen Nachweisungen über die Exegese der Bibel (Biblia numerata, seu index biblicus specialis in Novum Testamentum ad singula omnium librorum capita et commata, Frankfurt 1674) heraus, machte aber zu diesem Werk unzuverlässige Zusätze.